# Marcus Fulvius Nobilior (consul en -159)
Pour l’article homonyme, voir Marcus Fulvius Nobilior.
Marcus Fulvius Nobilior est un homme politique romain. Il ne doit pas être confondu avec son père qui s'appelait également Marcus Fulvius Nobilior et qui a également été consul. 
Il est tribun de la plèbe en 171 av. J.-C., édile curule en 166 av. J.-C., année de la représentation de l'Andria de Térence, et consul en 159 avant notre ère. Il n'existe aucun document sur les événements de son consulat, mais comme les Fasti triumphales lui attribuent un triomphe l'année suivante sur les Eléates, un peuple ligure, il a dû faire la guerre en Ligurie.